# Gruppo di NGC 151
Il Gruppo di NGC 151 comprende almeno quattro galassie situate nella costellazione della Balena:
NGC 151, la più brillante del gruppo a cui dà il nome, NGC 217, MCG -2-2-30 e MCG -2-2-38.
La distanza del centro di massa del gruppo dalla nostra Via Lattea è di 49,5 milioni di parsec.

## Membri
Le quattro galassie che costituiscono questo gruppo, secondo l'articolo originale di Garcia pubblicato nel 1993, sono:
| Nome        | Classificazione | Tipo            | Ascensione retta (J2000.0) | Declinazione (J2000.0) | Velocità radiale (km/s) | Magnitudine apparente | Distanza   | Dimensioni (kal) |
| ----------- | --------------- | --------------- | -------------------------- | ---------------------- | ----------------------- | --------------------- | ---------- | ---------------- |
| MCG -2-2-30 | (R)SB(r)a       | Spirale barrata | 00h 30m 07.3s              | -11° 06′ 49″           | 3528 ± 2                | 12,45                 | 47,1 ± 3,3 | 80               |
| MCG -2-2-38 | SB(r)bc?        | Spirale barrata | 00h 31m 13.3s              | -10° 28′ 52″           | 3565 ± 5                | 12,92                 | 47,7 ± 3,4 | 71               |
| NGC 151     | SB(r)bc         | Spirale barrata | 00h 34m 01.8s              | -09° 42′ 19″           | 3747 ± 5                | 11,6                  | 51,2 ± 3,5 | 137              |
| NGC 217     | SBa             | Spirale barrata | 00h 41m 33.9s              | -10° 01′ 17″           | 3976 ± 10               | 12,4                  | 54,5 ± 3,9 | 137              |

Il sito DeepskyLog permette di trovare agevolmente le costellazioni in cui si trovano le galassie; in alternativa si possono utilizzare le coordinate delle galassie per individuarle. Se non altrimenti indicato, le coordinate sono quelle fornite dal sito NASA/IPAC (National Aeronautics and Space Administration / Infrared Processing and Analysis Center).